# Bancroft (Nebraska)
Bancroft – wieś w Stanach Zjednoczonych, w stanie Nebraska, w hrabstwie Cuming.